# Hør, den lille stær
Hør den lille stær er en dansk børnesang. Dens tekst er skrevet af Harald Bergstedt (1877-1965) i 1920’erne, og melodien er komponeret af Poul Schierbeck (1888-1949). Den består af 5 vers med 4 linjer i hver. Der er enderim i hver linje. Enderimene er krydsrim og rimformen gennem hele teksten er A-B-A-B, lige med undtagelse af tredje vers, der ikke har et B-rim.
Harald Bergstedt blev efter krigen i 1945 fængslet for sit medlemskab i DNSAP. Under sin indsættelse frem til 1948 skrev han erindringsbøgerne Sange fra gitteret, der udkom i to bind i henholdsvis 1948 og 1954.
Frem til 1963 var det ikke tilladt at spille hans sange i Danmarks Radio.
Først i udgaverne af Højskolesangbogen fra henholdsvis 2006 og 2020 er to af hans sange blevet optaget; Jeg ved en lærkerede (18. og 19. udgave) og Solen er så rød, mor (19. udgave), begge med melodi af Carl Nielsen fra 1924.